# Casimir Funk
Kazimierz Funk  (tiếng Ba Lan: [kaˈʑimjɛʂ ˈfuŋk]; Ngày 23 tháng 2 năm 1884 - 19 tháng 11 năm 1967 ), thường được Anh hóa tên là Casimir Funk, là một nhà hóa sinh người Ba Lan, thường được ghi nhận là một trong những người đầu tiên hình thành (năm 1912) khái niệm về vitamin, ông gọi chúng là "amin quan trọng" (vital amins) hay "vitamines".

## Thành tựu
Sau khi đọc một bài báo của người Hà Lan Christiaan Eijkman chỉ ra rằng những người ăn gạo lức ít bị tổn thương do chứng beri-beri so với những người chỉ ăn gạo được xay nhuyễn hoàn toàn, Funk đã cố gắng cô lập chất chịu trách nhiệm cho sự khác biệt này và ông đã thành công. Vì chất đó chứa một nhóm amin, ông gọi nó là "vitamine". Sau này nó được gọi là vitamin B3 (niacin), mặc dù ông nghĩ rằng đó sẽ là thiamine (vitamin B1) và mô tả nó là "yếu tố chống lại bệnh beri-beri". Năm 1911, ông đã xuất bản bài báo đầu tiên bằng tiếng Anh, về dihydroxyphenylalanine. Funk chắc chắn rằng có nhiều hơn một chất như Vitamin B1, và trong bài báo năm 1912 của mình cho Tạp chí Y học Nhà nước, ông đã đề xuất sự tồn tại của ít nhất bốn loại vitamin: một loại ngăn ngừa beriberi (loại antiberiberi); một loại ngăn ngừa bệnh scorbut (antiscorbutic); một loại ngăn ngừa bệnh nấm da (antipellagric); và một trong những phòng chống còi xương (antirachitic). Từ đó, Funk xuất bản một cuốn sách, The Vitamines, vào năm 1912, và cuối năm đó đã nhận được học bổng Beit để tiếp tục nghiên cứu về lĩnh vực này.
Funk đề xuất giả thuyết rằng các bệnh khác, chẳng hạn như còi xương, Pellagra, bệnh celiac và bệnh còi cũng có thể được chữa khỏi bằng vitamin.
Funk là người nghiên cứu ban đầu về vấn đề của bệnh nấm. Ông cho rằng một sự thay đổi trong phương pháp nghiền ngô là nguyên nhân gây ra sự bùng phát của vi khuẩn, nhưng không ai chú ý đến bài viết của ông về chủ đề này.
Chữ "e" ở cuối "vitamine" sau đó đã bị loại bỏ, khi các nghiên cứu nhận ra rằng vitamin không cần thiết phải là amin chứa nitơ.
Ông cũng nêu ra sự tồn tại của các chất dinh dưỡng thiết yếu khác, được biết đến như vitamin B1, B2, C và D.
Năm 1936, ông đã xác định cấu trúc phân tử của thiamine, mặc dù ông không phải là người đầu tiên phân tách cô lập chất này.
Funk cũng đã tiến hành nghiên cứu về hormone, bệnh tiểu đường, loét dạ dày và sinh hóa ung thư.
Sau khi trở về Hoa Kỳ, năm 1940, ông trở thành chủ tịch của Quỹ nghiên cứu y tế Funk. Ông đã dành những năm cuối đời để nghiên cứu các nguyên nhân gây ra bệnh ung thư.